# Trove
Trove är en australisk biblioteksdatabas som administreras av National Library of Australia och som samlar material från hundratals australiensiska institutioner. Den består av en fulltextdatabas, digitala bilder, bibliotekskataloger med mera och lanserades 2009.